# Erlenbach bei Kandel
Erlenbach bei Kandel is een plaats in de Duitse deelstaat Rijnland-Palts, en maakt deel uit van de Landkreis Germersheim.
Erlenbach bei Kandel telt 710 inwoners.

## Bestuur
De plaats is een Ortsgemeinde en maakt deel uit van de Verbandsgemeinde Kandel.

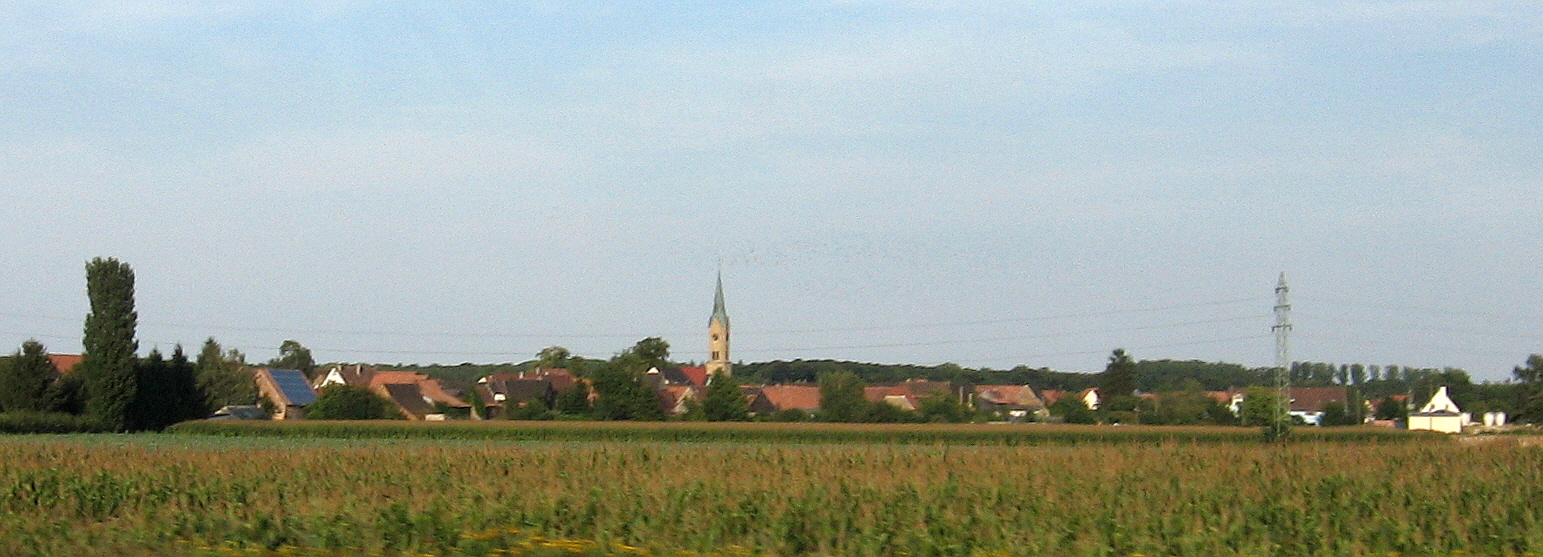
Erlenbach